# Kerecsensólyom
A kerecsensólyom (Falco cherrug) a madarak osztályának sólyomalakúak (Falconiformes) rendjéhez, azon belül  a sólyomfélék (Falconidae) családjához tartozó faj. Nagytestű ragadozómadár, Európában és Ázsiában honos, és ősidőktől fogva fontos szerepet játszik a magyarok hitvilágában. A Magyar Madártani és Természetvédelmi Egyesület 2000-ben és 2024-ben az év madarává választotta.

## Előfordulása
Európában és Ázsiában honos, vonuló példányai eljutnak Afrikába is. Elsősorban a ligetes erdőkkel, fasorokkal, ürgés legelőkkel tarkított élőhelyeket kedveli.

### Alfajok
Korábban több alfajra osztották fel de mára a természettudomány két alfaját ismeri el:
- a Falco cherrug cherrug Európában, Nyugat-Oroszországban a Jenyiszej folyótól és az Altaj-hegységtől keletre Kínáig és Észak-Mongóliáig honos;
- a Falco cherrug milvipes Közép-Ázsia déli részein fordul elő.

## Megjelenése
Nagytestű sólyomfaj, testhossza 45–55 centiméter, szárnyfesztávolsága 102–126 centiméter, testtömege 730–1300 gramm. A tojó nagyobb méretű, mint a hím.

## Életmódja
A kerecsensólyom legkedveltebb táplálékállata az ürge, ha csak teheti, ezt zsákmányolja, de a galambok fogyasztása is jelentős. Mivel az ürge téli álmot alszik, ezért éves szinten legfontosabb zsákmányállatai a galambok. Kora tavasszal hetekig a vonuló madarakból, elsősorban seregélyekből táplálkozik. Télen az öreg madarak gyakran mezei pocokra vadásznak. Az öreg madarak költési időn kívül is összetartanak, párban is vadásznak, előfordul, hogy más ragadozómadaraktól, például héjától, vércsétől elveszik zsákmányukat.
Az öreg madarak egész évben a fészkelőterületen tartózkodnak. Rendkívül hideg időjárás esetén megfelelő táplálkozási lehetőség hiányában nagyobb térségben mozognak. Az elsőéves fiatalok kóborolnak, vonulnak. Egy 1993-ban a Kiskunságban, fészekben gyűrűzött fiókát például még az év októberében Görögországból jeleztek vissza. Egy Heves megyei fészekből kirepült fiatalt Líbiában fogtak be solymászati célra. A kóborlási időszak után a fiatalok a kirepülési helyük közelében telepszenek meg. Így a védelmi intézkedéseknek köszönhetően egy-egy térség állománya növekedhet.

## Szaporodása
Élőhelye a nyílt puszta, a tagolt, hegyvidéki területeket elkerüli. A múlt század második felében, amikor állománya a mélyponton volt, a megmaradt néhány pár középhegységeinkben, sziklákon, azok üregeiben költött, vagyis behúzódott a vándorsólyom fészkelő helyeire. A háborítatlan, eldugott költőhelyek biztosították a faj hazai populációjának túlélését a kritikus időszakban. A párok a fiókanevelési időszakban ekkor is kijártak táplálékért a sík vidékre. Általában a jó kitekintést és biztonságos beszállást kínáló költőhelyeket részesíti előnyben. Sík területen kedveli az egyedül álló fákon lévő, elhagyott parlagi sas vagy rétisas fészkeket, de rendszeresen költ egerészölyv, héja vagy varjúfészekben is. Az 1980-as évek elejétől napjainkig a holló állománya jelentős mértékben növekedett, és megtelepedett a síkvidéken húzódó magasfeszültségű oszlopokon. Ehhez az új fészkelési lehetőséghez a kerecsensólyom is alkalmazkodott, és egyre nagyobb számban telepszik meg az ilyen helyeken lévő elhagyott hollófészkekben is. Így olyan tájegységeken is megtelepedett, ahol egyébként a fészkelési lehetőségek korábban számára korlátozottak voltak.
A kerecsensólyom nem épít fészket. Elsősorban egerészölyv, holló, dolmányos varjú, esetenként parlagi sas, rétisas, ritkán fehér gólya, szürke gém és kárókatona elhagyott fészkeit foglalja el. Nászrepülésük az időjárás függvényében január végén, február elején kezdődik. A kiválasztott fészek környékén más ragadozómadárral szemben agresszíven viselkednek, esetenként a náluk nagyobb sasokat is elűzik. A tojó általában március közepén vagy végén rakja le 3–5 tojásból álló fészekalját. A második tojás lerakása után megkezdődik a kotlás, amely 32 napig tart. A kis fiókákat a tojó eteti a hím által hordott táplálékkal. Hat hét után röpképessé válnak a fiatalok és elhagyják a fészket, de további 2–3 hétig az öreg sólymok vadászni tanítják őket. Egyéves korában a tojó már ivarérett, a hímek kétéves korukban állnak párba. A párok életük végéig összetartanak.

## Kárpát-medencei előfordulása
Magyarországon rendszeres fészkelő. Az állomány egy része itt telel, egy része novemberben délre vonul. A 2012. januárban végrehajtott madárszámlálás eredménye alapján 42 kerecsensólyom telelt Magyarországon. 2018-ban a madárszámlálás adatai alapján 29-30 itthon telelő kerecsensólymot figyeltek meg a madarakat számlálók. Magyarországon fokozottan védett, természetvédelmi értéke egymillió forint és az 50 forintos érme hátulján is megtalálható.

## Turul
Egyes elképzelések szerint a mondai turul az élővilágban egy nagy testű sólyommal, talán az altaj sólyommal, (Falco cherrug altaicus), a kerecsensólyommal (Falco cherrug) vagy esetleg a szirti sassal (Aquila chrisaetus) azonosítható. A régészeti leletek leginkább a kerecsensólymot valószínűsítik.

## Galéria

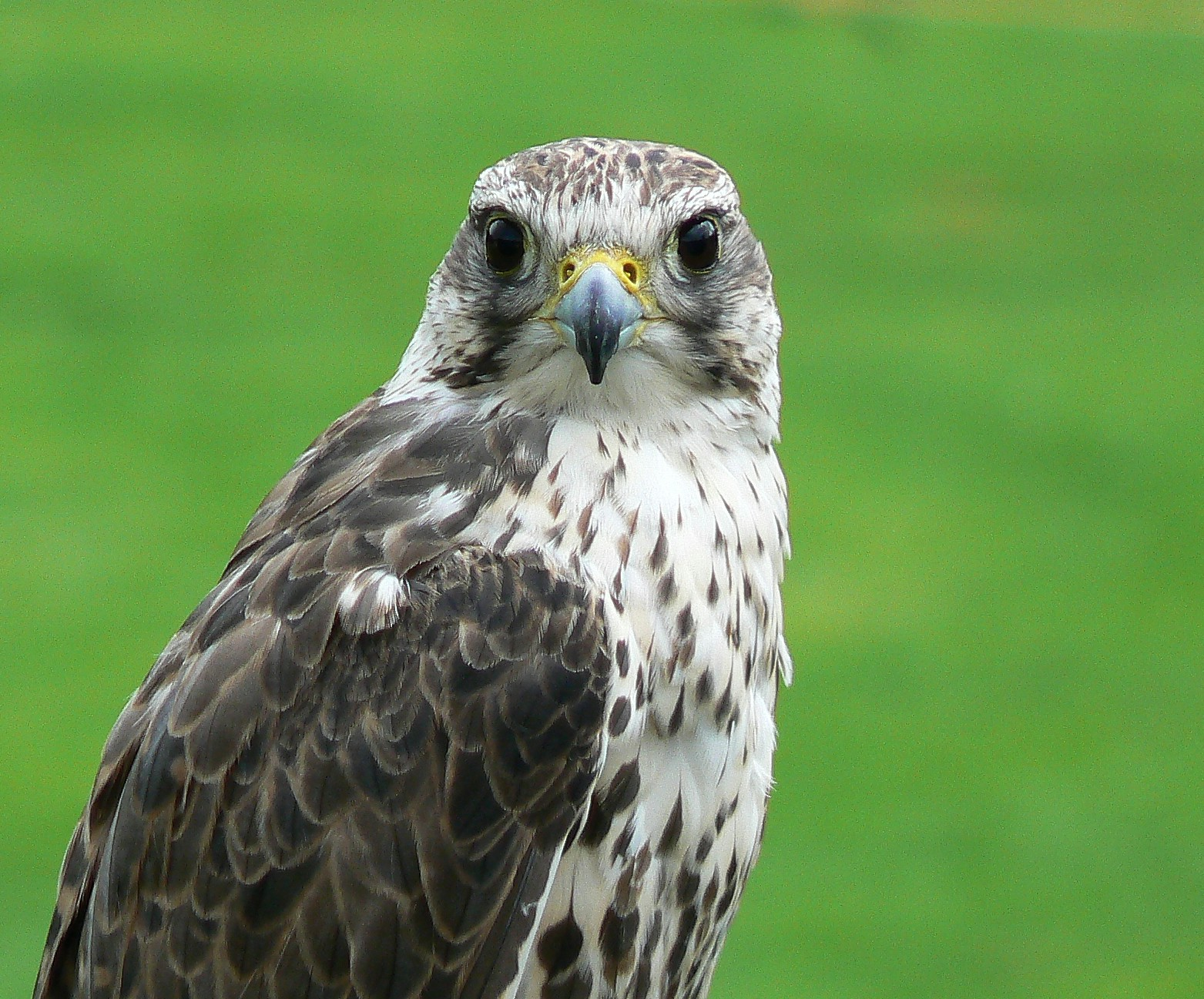
Kerecsen portré
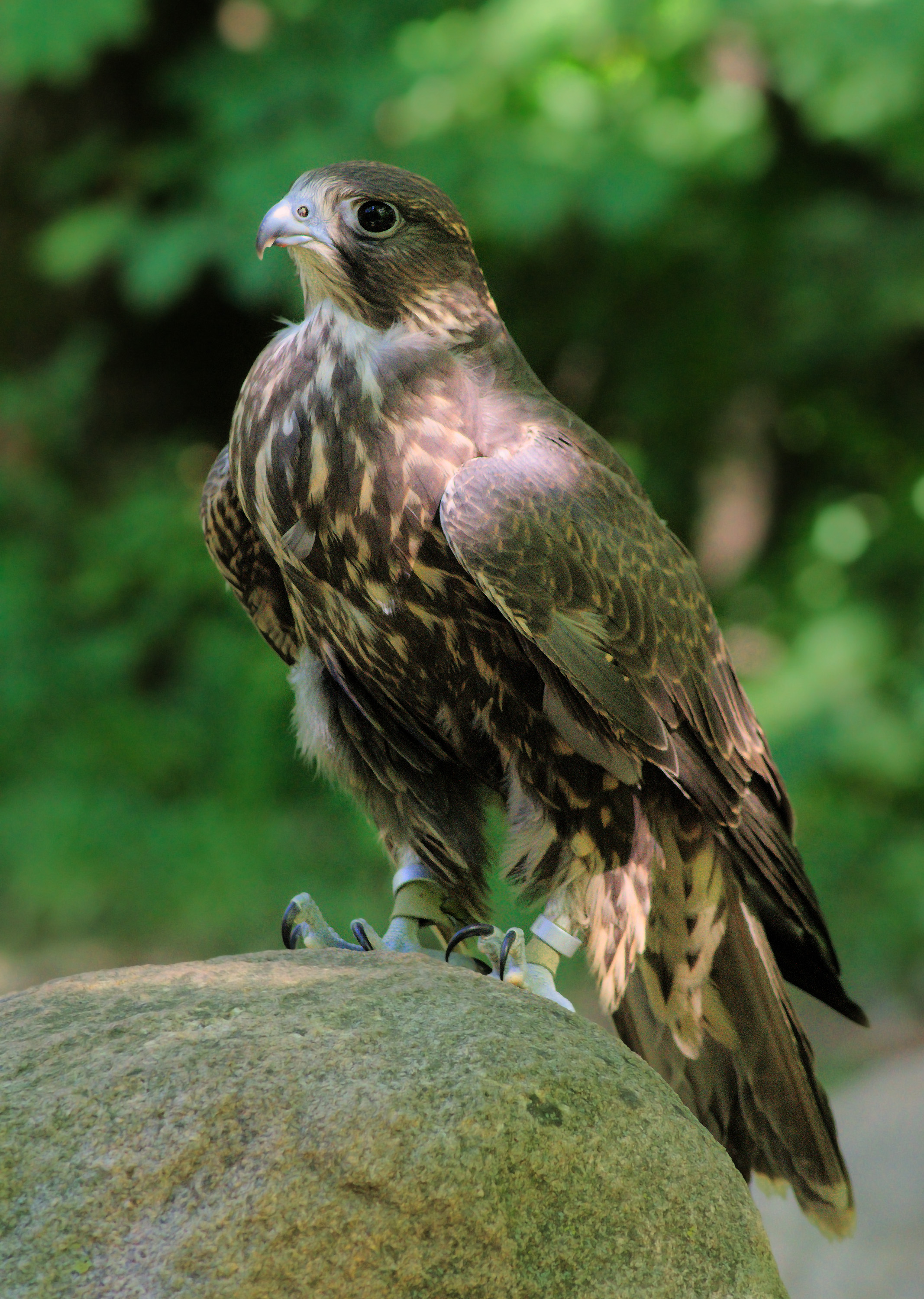
Falco cherrug, Moszkva
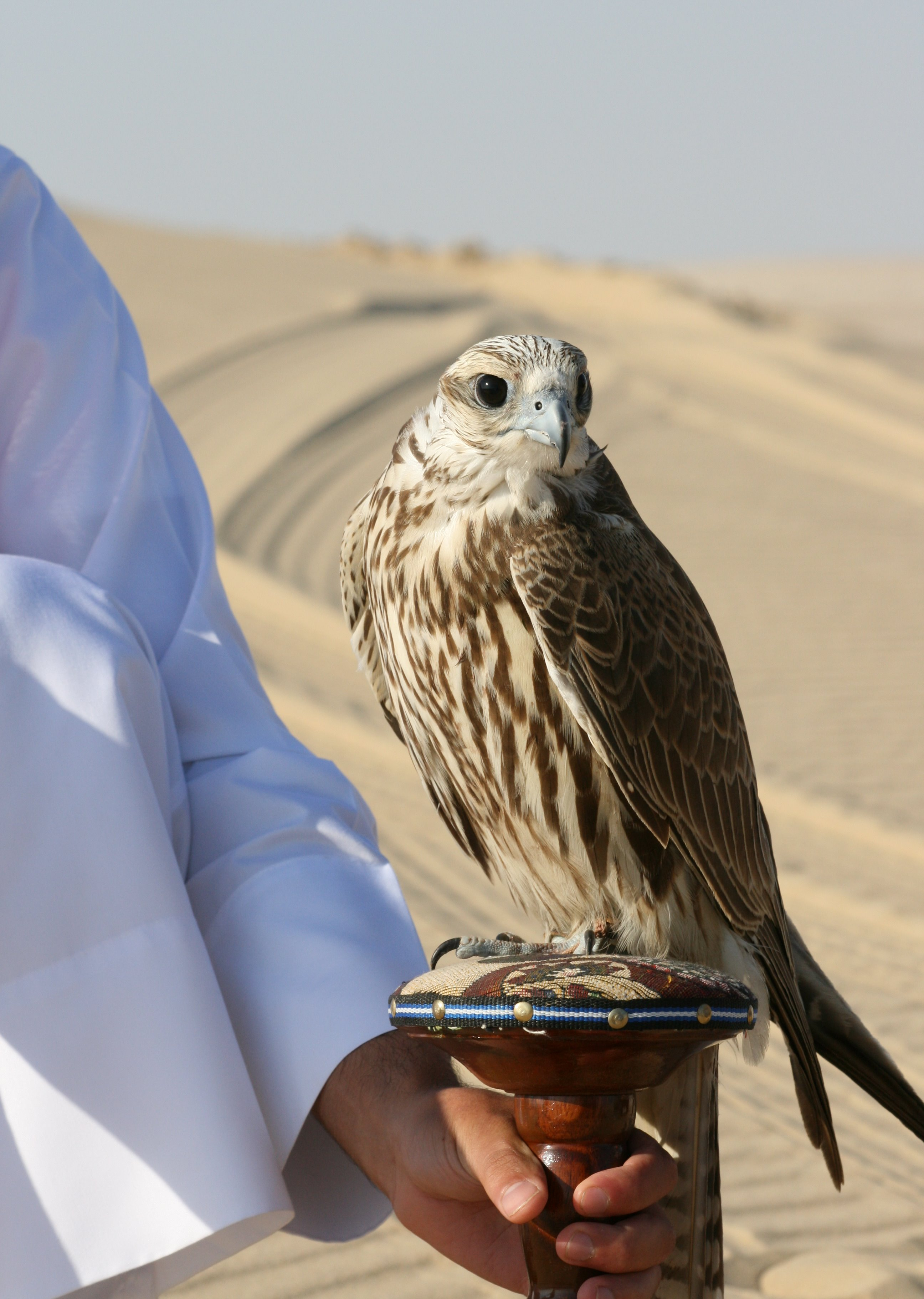
Solymászat céljára tenyésztett példány
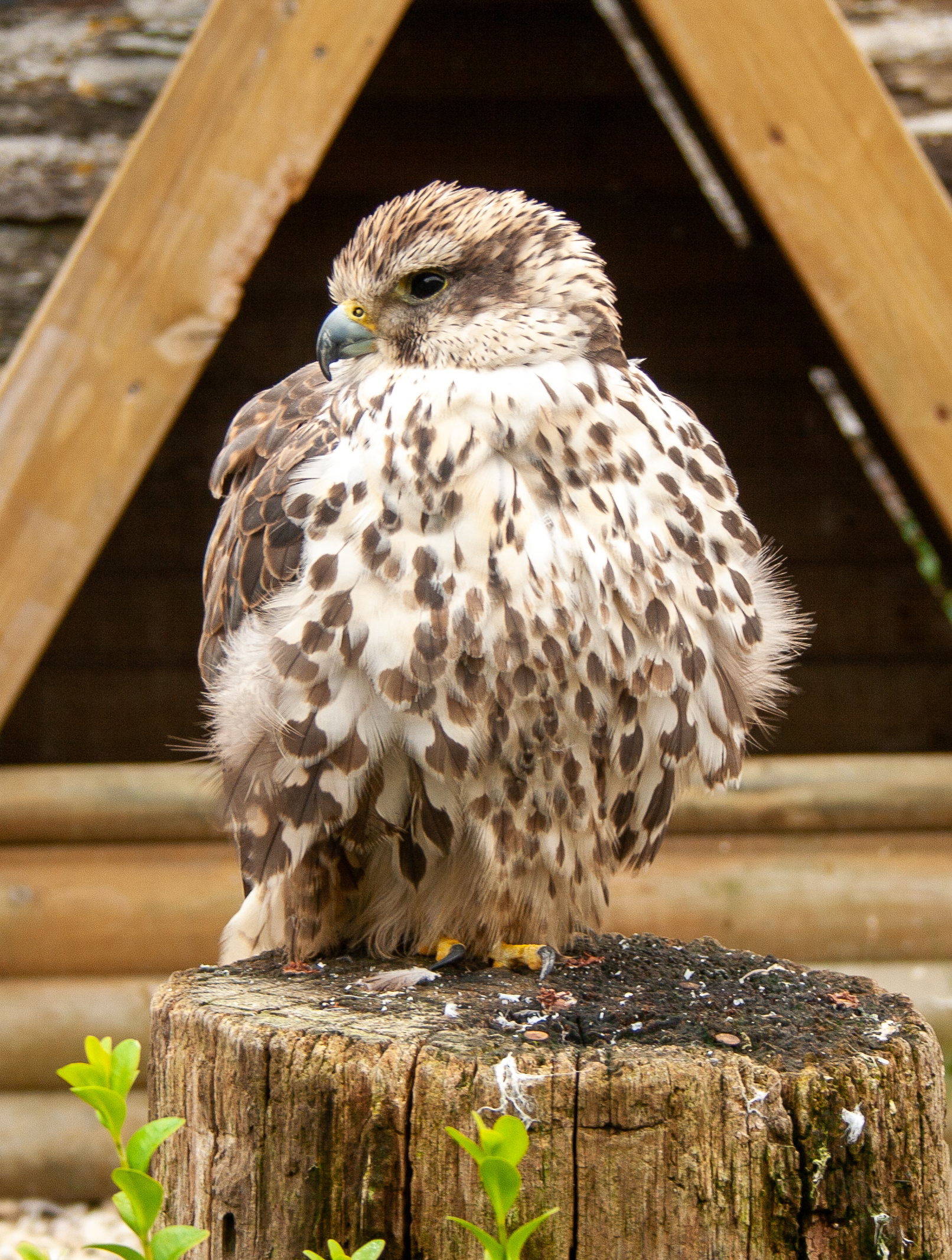
Solymászat Bouillon várában, Belgium
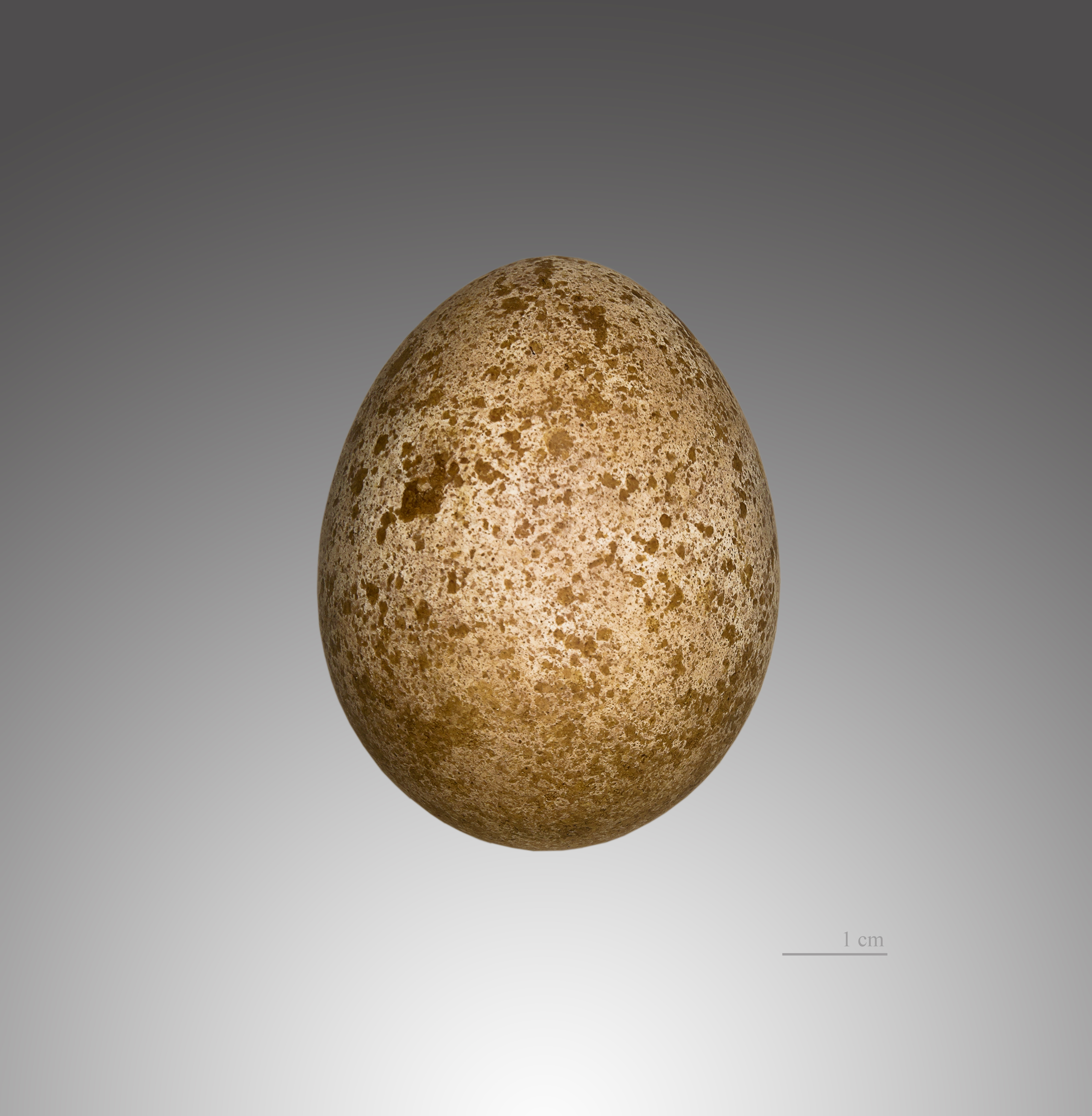
A Falco cherrug  tojása